# London Keyes
London Keyes (Seattle, Washington; 18 de agosto de 1989) es una actriz pornográfica estadounidense. De raza mixta de origen caucásico y asiático, nació de padre estadounidense y madre japonesa.
Trabajó en algunas películas dirigidas por Jonni Darkko, hasta que este realizó una película con ella en el papel protagonista, L for London, donde rodó su primera escena de sexo anal con Manuel Ferrara y Asa Akira.

## Premios
- 2010 AVN Award for Best New Starlet (nominada)[2]
- 2011 XBIZ Award for Web Babe of the Year (nominada)[3]
- 2012 AVN Award for Best Oral Sex en L for London (nominada)[4]